# سبوایینگ (میشیگان)
سبوایینگ (به انگلیسی: Sebewaing) یک روستا در ایالات متحده آمریکا است که در شهرستان هورون، میشیگان واقع شده‌است. سبوایینگ ۴٫۴۳ کیلومتر مربع مساحت و ۱٬۷۵۹ نفر جمعیت دارد و ۱۷۸ متر بالاتر از سطح دریا واقع شده‌است.